# Morrinho
Morrinho ist ein Ort im Nordwesten der Insel Maio in den Kap Verden. Er liegt ca. 14 km nördlich des Hauptortes der Insel Porto Inglês und 4 km nördlich von Calheta. 2010 hatte der Ort 444 Einwohner. Nach Norden erstreckt sich das Naturreservat Terras Salgadas und der Strand Baía da Santana.
Im Ort ist der 1983 gegründete Fußballverein Santana Futebol Clube do Morrinho (FC Santana) ansässig.